# 赵怀寿
赵怀寿（1928年11月—2015年4月20日），男，汉族，河北灵寿人，中华人民共和国政治人物，曾任安徽省人民政府秘书长，安徽省政协副主席。